# Квінтон (переписна місцевість, Нью-Джерсі)
Квінтон (англ. Quinton) — переписна місцевість (CDP) в США, в окрузі Салем штату Нью-Джерсі. Населення — 470 осіб (2020).

## Географія
Квінтон розташований за координатами 39°32′51″ пн. ш. 75°24′39″ зх. д. / 39.54750° пн. ш. 75.41083° зх. д. (39.547478, -75.410915).  За даними Бюро перепису населення США в 2010 році переписна місцевість мала площу 2,35 км², з яких 2,29 км² — суходіл та 0,06 км² — водойми.

## Демографія
Згідно з переписом 2010 року, у переписній місцевості мешкало 588 осіб у 215 домогосподарствах у складі 163 родин. Густота населення становила 250 осіб/км².  Було 225 помешкань (96/км²).
Расовий склад населення:
| - 86,1 % — білих - 7,0 % — чорних або афроамериканців - 0,9 % — корінних американців - 0,3 % — азіатів |

До двох чи більше рас належало 5,4 %. Частка іспаномовних становила 3,1 % від усіх жителів.
За віковим діапазоном населення розподілялося таким чином: 28,7 % — особи молодші 18 років, 57,0 % — особи у віці 18—64 років, 14,3 % — особи у віці 65 років та старші. Медіана віку мешканця становила 37,1 року. На 100 осіб жіночої статі у переписній місцевості припадало 100,0 чоловіків;  на 100 жінок у віці від 18 років та старших — 94,0 чоловіків також старших 18 років.
Середній дохід на одне домашнє господарство  становив 75 327 доларів США (медіана — 71 667), а середній дохід на одну сім'ю — 83 799 доларів (медіана — 71 776). За межею бідності перебувало 4,9 % осіб, у тому числі 5,0 % дітей у віці до 18 років та 0,0 % осіб у віці 65 років та старших.
Цивільне працевлаштоване населення становило 244 особи. Основні галузі зайнятості: виробництво — 25,0 %, транспорт — 17,2 %, роздрібна торгівля — 14,3 %, будівництво — 13,5 %.